# Пибунсонгкрам, Нит
Нит Пибунсонгкрам (тайск. นิตย์ พิบูลสงคราม; 30 июня 1941, Бангкок, Таиланд — 24 мая 2014, там же) — таиландский дипломат и государственный деятель, министр иностранных дел Таиланда (2006—2008).

## Биография
Начал обучение в Христианском колледже Бангкока, продолжил учебу в США. В 1964 г. окончил Дартмут-колледж (Нью-Гэмпшир, США) со степенью бакалавра управления, затем — аспирантуру в области политологии Университета Брауна со степенью магистра политических наук.
С 1968 г. — в МИД Таиланда:
- 1968—1973 гг. — в Департаменте информации,
- 1973—1974 гг. — в канцелярии секретаря министра иностранных дел,
- 1975—1976 гг. — начальник отдела Юго-Восточной Азии департамента политических вопросов МИД,
- 1976—1980 гг. — в постоянном представительстве Таиланда в ООН в Нью-Йорке, где прошел путь от первого секретаря до заместителя постоянного представителя,
- 1980—1981 гг. — заместитель генерального директора Департамента информации МИД,
- 1981—1982 гг. — заместитель генерального директора Политического департамента МИД,
- 1982—1983 гг. — посол по особым поручениям,
- 1983—1987 гг. — генеральный директор Департамента международных организаций МИД.
- 1988—1996 гг. — постоянный представительства Таиланда при ООН,
- 1996—2000 гг. — посол в США,
- 2000—2001 гг. — постоянный секретарь МИД Таиланда,
- 2001—2006 гг. — советник министра иностранных дел, одновременно — глава делегации на переговорах с США о свободной торговле (2003—2006),
- 2006—2008 гг. — министр иностранных дел Таиланда.

С 2004 г. занимал должность директора тайской химической компании Thai Plastic and Chemicals Public Company Limited. Являлся председателем попечительского совета Азиатского института Кеннана (KIASIA).